# Куровский, Камил
Ками́л Куро́вский (пол. Kamil Kurowski; 4 сентября 1994, Новы-Сонч, Польша) — польский футболист, полузащитник клуба «Олимпия» (Грудзёндз).

## Клубная карьера
Камил начал свои занятия футболом в клубе «Грод Подегродзе», в 2008 году он присоединился к юношеской команде «Легии».
В начале 2013 года молодой полузащитник был отдан в аренду до конца сезона в клуб «Колеяж», выступавший в Первой лиге Польши. Дебют Камила в профессиональном футболе пришёлся на матч против «Тыхы». 13 апреля 2013 года уже через 2 минуты после выходя на поле забил свой первый мяч. Всего в «Колеяже» Куровский провёл 16 игр, отметился 2 голами.
Перед началом сезона 2013/14 Камил вновь был отдан в аренду, на этот раз в «Подбескидзе», клуб Экстаркласса — высшего футбольного дивизиона Польши. Первый матч Куровский провёл 27 июля 2013 года, выйдя в стартовом составе в игре против «Гурника».
В начале 2014 года полузащитник, приняв участие в 3 матчах, возвратился в «Легию», и был включён в заявку на сезон

## Карьера в сборной
Куровски провёл 7 матчей и забил 2 гола за юношескую сборную Польши (до 19 лет).
14 августа 2013 года Камил дебютировал за молодёжную сборную Польши, выйдя на замену в перерыве товарищеского матча с молодёжной сборной Литвы.